# Stellamedusa ventana
Stellamedusa ventana is een schijfkwal uit de familie Ulmaridae. De kwal komt uit het geslacht Stellamedusa. Stellamedusa ventana werd in 2004 voor het eerst wetenschappelijk beschreven door Raskoff & Matsumoto.